# Holubice (district de Vyškov)
Pour les articles homonymes, voir Holubice.
Holubice (en allemand : Holubitz) est une commune du district de Vyškov, dans la région de Moravie-du-Sud, en République tchèque. Sa population s'élevait à 1 766 habitants en 2024.

## Géographie
Holubice se trouve à 17 km au sud-ouest de Vyškov, à 24 km à l'est-sud-est de Brno et à 207 km au sud-est de Prague.
La commune est limitée par Sivice, Pozořice et Kovalovice au nord, par Velešovice à l'est, par Slavkov u Brna et Křenovice au sud, et par Blažovice et Tvarožná à l'ouest.

## Histoire
La première mention écrite de la localité date de 1371.

## Galerie

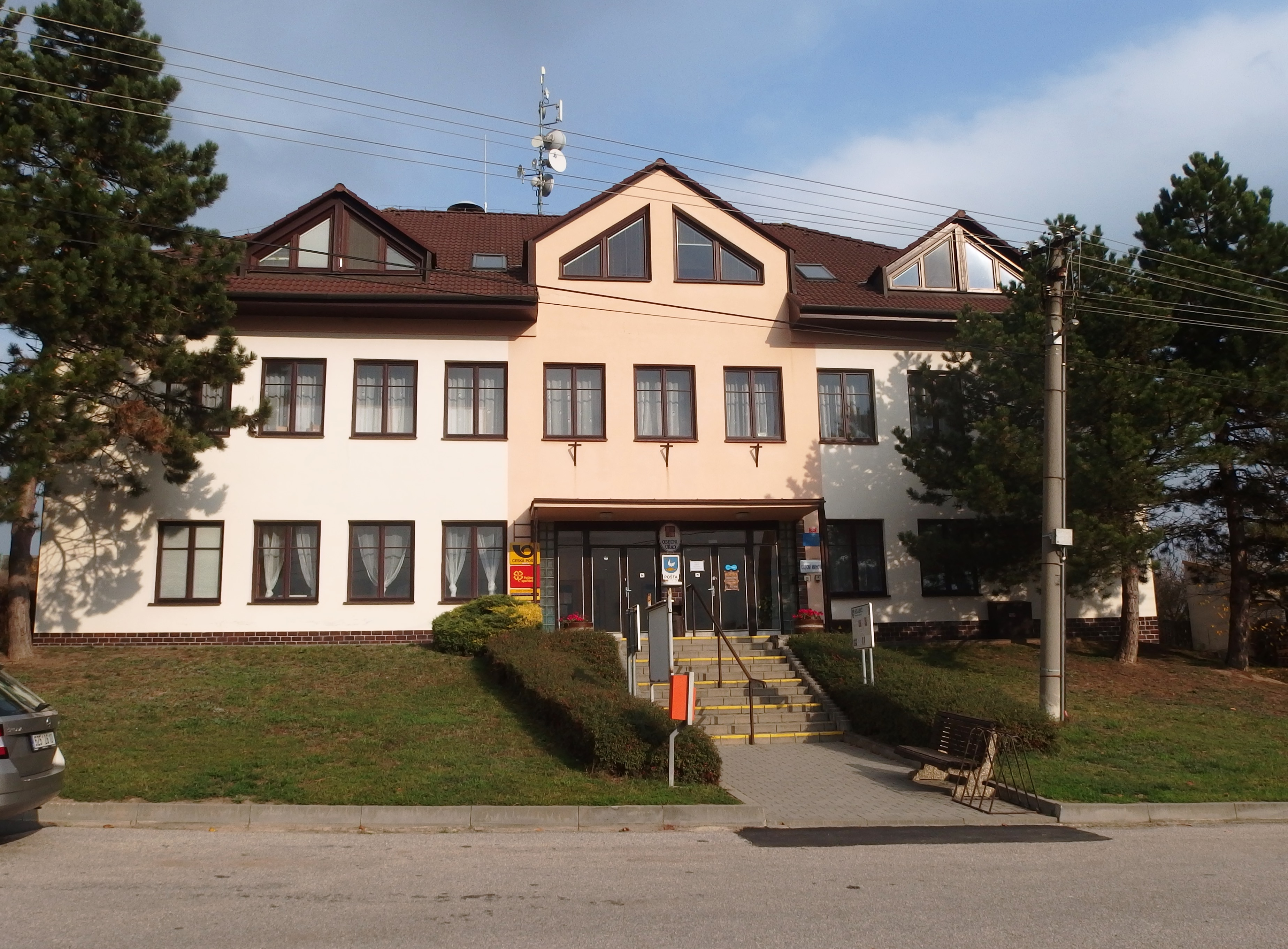
Holubice : la mairie.
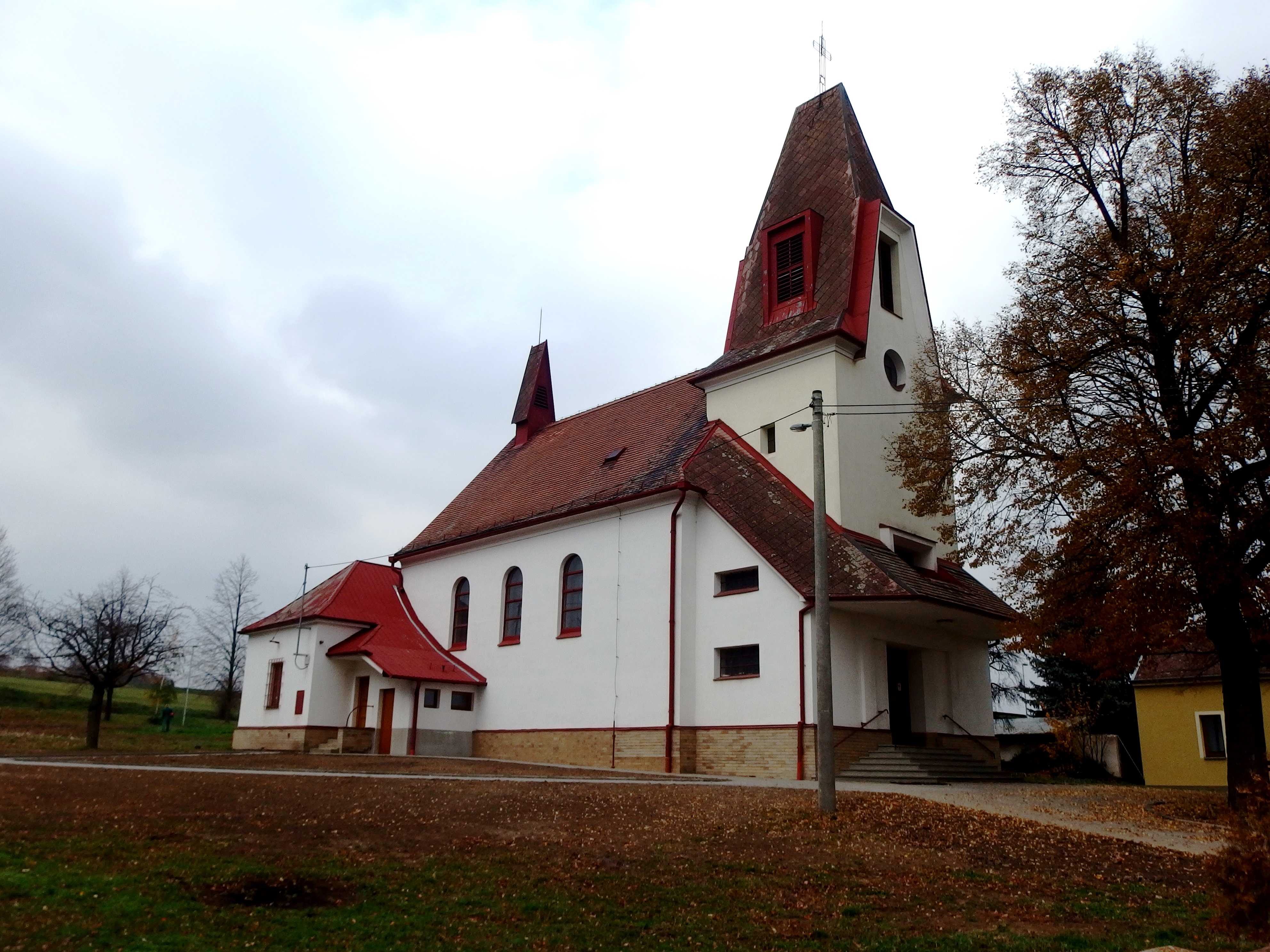
Église Saint-Venceslas.

## Transports
Par la route, Holubice se trouve à 12 km de Rousínov, à 21 km de Vyškov, à 223 km de Prague.
Holubice est desservie par l'autoroute D1 (sortie  210), qui relie Prague à la frontière polonaise en passant par Brno et Ostrava.